# American Helicopter XH-26 Jet Jeep
American Helicopter XH-26 Jet Jeep (позначення розробника — XA-8) — американський легкий експериментальний вертоліт з реактивним приводом несучого гвинта. Розроблено в 1951 році американським підприємством Helicopter Company на замовлення армії США і ВПС. Для оцінки на випробуваннях побудовано 5 вертольотів. Серійно не випускався.

## Розробка та конструкція вертольота
У 1951 році армійська авіація США спільно з ВПС оголосило конкурс на створення легкого одномісного вертольота. Специфікаціями передбачалося, що вертоліт повинен бути складним для забезпечення можливості повітряного десантування і збиратися за допомогою простих інструментів. Передбачалося використання вертольота для зв'язку і спостереження, а також (за допомогою повітряного десантування) — для порятунку екіпажів збитих літаків. У конкурсі перемогло підприємство American Helicopter; перший прототип виконав політ в січні 1952 році.
Вертоліт XH-26 мав простору одномісну кабіну з великою площею скління. Матеріал кабіни — алюміній, коротка хвостова балка виконана зі склопластику. У складеному стані вертоліт містився в контейнер розміром 5х5х14 футів (≈1,5*1,5*4,3 м), контейнер міг транспортуватися на автопричепі армійського джипа. Після десантування з повітря вертоліт міг бути зібраний і приведений в льотний стан за 20 хвилин силами двох чоловік.
Проста конструкція вертольота забезпечувалася застосуванням реактивного приводу несучого гвинта. На закінцівках лопатей розташовувалися два пульсуючих повітряно-реактивні двигуни XPJ49. Кожен двигун важив близько 7 кг при тязі в 16 кг і працював на автомобільному бензині. Запуск проводився стисненим повітрям. Для керованості та стабілізації на хвостовій балці було встановлено невеликий гвинт з пасковим приводом.

## Випробування
Прототипи пройшли випробування в армії і ВПС США. Вертольоти показали себе як цілком надійні машини з прийнятними льотними характеристиками. Однак знайшовся і значний недолік вертольота — надзвичайно висока гучність роботи, притаманна пульсуючим двигунам. Але головним і невиправним для цієї схеми недоліком виявилася неможливість використання режиму авторотації за відмови двигунів через їхній великий аеродинамічний опір, що призводило до різкого зниження аеродинамічних характеристик як лопатей, так й власне двигуна. Передбачалася заміна двигунів на прямоточні, проте з причини, серед іншого, перевитрати коштів, замовник припинив фінансування проекту. Програму було закрито.

## Льотно-технічні характеристики
- Екіпаж: 1
- Довжина: 3.73 м
- Діаметр несучого ротора: 8.23 м
- Висота: 1.88 м
- Маса порожнього: 135 кг
- Завантажений вага: 320 кг
- Силова установка: 2 × ПуПРД American Helicopter XPJ49-AH-3, тяга 0.2 kN кожен
- Максимальна швидкість: 135 км / год
- Практична стеля: 2134 м